# De Drie Zustersteden
La De Drie Zustersteden (lit: Les tres viles germanes) va ser una cursa ciclista belga d'un sol dia que es disputa a Willebroek a la província d'Anvers. Creada el 1919 es va anar disputant amb diferent discontinuïtat.

## Palmarès
| Any      | Vencedor                 | Segon                    | Tercer                  |
| -------- | ------------------------ | ------------------------ | ----------------------- |
| 1919     | Alfons Spiessens         | Jules Van Hevel          | Albert Dejonghe         |
| 1920     | Isidoor Mechant          | Marcel Buysse            | Albert De Belder        |
| 1921     | René Vermandel           | Adolphe Coppez           | Alfons Van Hecke        |
| 1922     | Alfons Standaert         | Maurice De Waele         | Marcel Buysse           |
| 1923     | Jules Van Hevel          | Hilaire Hellebaut        | Leon Devos              |
| 1924     | Leon Devos               | Maurice De Waele         | Adolf Van Bruaene       |
| 1928     | Joseph Dervaes           | Jules Deschepper         | Aime Dossche            |
| 1929     | Joseph Dervaes           | Jules Deschepper         | August Mortelmans       |
| 1930     | André Verbist            | Armand Van Bruaene       | Jules Goedhuys          |
| 1936     | Leopold Van Den Bossche  | Petrus Van Theemsche     | Michel D'Hooghe         |
| 1937     | Adolf Braeckeveldt       | Jerome Dufromont         | Gustaaf Deloor          |
| 1938     | Albert Rosseel           | Constant Lauwers         | Alfons Deloor           |
| 1939     | Frans Van Hassel         | Roger Gyselinck          | Karel Van Stickelen     |
| 1941     | Joseph Somers            | Odiel Van Den Meerschaut | Emiel Faignaert         |
| 1942     | Odiel Van Den Meerschaut | Gustaaf Van Overloop     | André Defoort           |
| 1943     | Robert Van Eenaeme       | Prosper Depredomme       | Ward Van Dijck          |
| 1944     | Odiel Van Den Meerschaut | Marcel Rijckaert         | Camille Dekuysscher     |
| 1945     | Gustaaf Bonvarlez        | André Maelbrancke        | Emiel Faignaert         |
| 1946     | Roger De Corte           | Jerome Dufromont         | Gustaaf Van Overloop    |
| 1947     | Maurice Desimpelaere     | Corneille De Coster      | Albert Paepe            |
| 1948     | Ernest Sterckx           | Raymond De Smedt         | Marcel Rijckaert        |
| 1949     | René Walschot            | Henri Van Kerckhove      | Ernest Sterckx          |
| 1950     | René Walschot            | Valere Ollivier          | René Oreel              |
| 1951     | Jos De Feyter            | Ernest Sterckx           | Albert Ramon            |
| 1952     | Gerard Buyl              | Jan Adriaenssens         | Omer Braekevelt         |
| 1953     | Karel De Baere           | Martin Van Geneugden     | Gaston De Wachter       |
| 1954     | Joseph Schils            | René Mertens             | Willy Vannitsen         |
| 1955     | Willy Vannitsen          | Stan Ockers              | Gerard Buyl             |
| 1956     | Rik Van Looy             | Martin Van Geneugden     | André Rosseel           |
| 1957     | Gilbert Desmet           | Joseph Planckaert        | André Vlayen            |
| 1958     | Roger Baens              | Joseph Schils            | Roger De Corte          |
| 1960     | Willy Schroeders         | Joseph Planckaert        | Guillaume Van Tongerloo |
| 1961     | Jo De Haan               | Gustaaf Van Vaerenbergh  | Frans Schoubben         |
| 1962     | Jean Stablinski          | Gilbert Desmet           | Victor Van Schil        |
| 1963     | Joseph Verachtert        | Gustave Desmet           | Jos Wouters             |
| 1988     | Edwig Van Hooydonck      | Jelle Nijdam             | Frans Maassen           |
| 1989     | Jean-Paul Van Poppel     | Frank Pirard             | Adri Van Der Poel       |
| 1990 (1) | Rik Van Slycke           | Michel Cornelisse        | Bruno Geuens            |
| 1990 (2) | Patrick Van Roosbroeck   | Aart Vierhouten          | Niels Van Elzakker      |
| 1991     | Sebastian Van Den Abeele | Guy Rooms                | Frank Francken          |
| 1992     | Michel Van Haecke        | Wim Omloop               | Vladimir Muravskis      |
| 1993     | Peter Van Hoof           | Patrick Wouters          | Johan Buelens           |
| 1994     | Carl Roes                | Greg Moens               | Frank Hoj               |
| 1995     | Dirk D'Haemers           | Ken Westergaard          | Willem-Jan Lambregts    |
| 1996     | Stive Vermaut            | Peter Van Hoof           | Eddy Schurer            |
| 1997     | Peter Van Hoof           | Vadim Volar              | Gert-Jan Van Immerseel  |
| 1998     | Peter Van Hoof           | Wilfried Bastiaanse      | Stefaan Vermeersch      |
| 1999     | Wim Pauwels              | Gunther Cuylits          | Gianni David            |
| 2000     | Arne Daelmans            | André Van De Reep        | Tim Carswell            |
| 2001     | Paul Redenbach           | Dean Downing             | Stefan Grimon           |
| 2002     | Danny Van Looy           | Sandro Bijnen            | Tom De Meyer            |
| 2003     | Steven Caethoven         | Jaaron Poad              | Danny In 't Ven         |
| 2004     | Phil Thuaux              | Kenny Lisabeth           | Jarno Vanfrachem        |
| 2005     | Peter Wuyts              | Hamish Robert Haynes     | Jurgen Van Roosbroeck   |
| 2006     | Ger Soepenberg           | Bert De Waele            | Bjorn Coomans           |
| 2007     | Bert De Waele            | Kevyn Ista               | Nicky Cocquyt           |
| 2008     | Nicky Cocquyt            | Mitchell Docker          | Wouter Mol              |
| 2009     | Gediminas Bagdonas       | Peter van Agtmaal        | Simas Kondrotas         |
| 2010     | Timothy Stevens          | Kurt Van Goidsenhoven    | Clinton Robert Avery    |
| 2011     | Timothy Stevens          | Kurt Diels               | Dries Vannevel          |
| 2012     | Daniel McLay             | Tim Kerkhof              | Laurent Donnay          |